# ノックス郡 (ミズーリ州)
座標: 北緯40度12分 西経92度15分 / 北緯40.200度 西経92.250度
ノックス郡（英: Knox County）は、アメリカ合衆国ミズーリ州にある郡。2005年の推定人口は4,171人で、郡庁所在地はエディナ（Edina）である。
ノックス郡は1845年に設立され、郡名はアメリカ独立戦争で活躍したヘンリー・ノックス将軍からとられた。

## 地理
アメリカ合衆国国勢調査局によると、この郡は総面積1,313km2（507mi2）である。このうち1,310km2（506mi2）が陸地、3km2（1mi2）が水面であり、総面積の0.21%が水面となっている。

### 隣接する郡
- スコットランド郡（北）
- クラーク郡（北東）
- ルイス郡（東）
- シェルビー郡（南）
- メイコン郡（南西）
- アデア郡（西）

### 幹線道路
- 州道6号線(Missouri Route 6)
- 州道11号線(Missouri Route 11)
- 州道15号線(Missouri Route 15)
- 州道151号線(Missouri Route 151)
- 州道156号線(Missouri Route 156)

## 人口動静

2000年国勢調査時のノックス郡の人口ピラミッド

2000年現在の国勢調査で、この郡は4,361人、1,791世帯、及び1,217家族が暮らしている。人口密度は3/km2 （9/mi2）で、2/km2 （5/mi2）の平均的な密度に2,317軒の住居が建っている。この郡の人種的構成は白人98.51%、黒人（アフリカ系）0.09%、先住民0.02%、アジア系0.09%、その他の人種0.16%、及び混血1.12%で、人口の0.60%がヒスパニックまたはラテン系である。
1,791世帯のうち、27.90%は18歳未満の子供と暮らしており、57.50%は夫婦で生活している。6.90%は未婚の女性が世帯主であり、32.00%は家族以外の住人と同居している。29.30%は独身の人が住んでおり、16.00%は65歳以上の独居老人である。1世帯あたりの平均人数は2.38人であり、家庭の場合は2.93人である。
郡内の住民は24.90%が18歳未満の未成年、18歳以上24歳以下が6.20%、25歳以上44歳以下が23.70%、45歳以上64歳以下が23.90%、及び65歳以上が21.20%にわたっている。中央値年齢は42歳である。女性100人に対して男性は92.9人いて、18歳以上の女性100人に対しては男性は91.6人いる。
この郡の世帯ごとの平均的な収入は27,124米ドルであり、家族ごとでは31,741米ドルである。男性の22,636米ドルに対して女性は18,902米ドル平均的な収入がある。この郡の一人当たりの収入（per capita income）は13,075米ドルである。人口の18.00%及び家族の12.90%は貧困線以下である。18歳未満の24.10%及び65歳以上の16.50%は貧困線以下の生活を送っている。

## 都市・町およびコミュニティー
（括弧内の数字は2000年の人口）
- ベアリング（en:Baring, Missouri 159）
- コロニー（en:Colony, Missouri）
- エディナ（en:Edina, Missouri 1,233）
- ハードランド（en:Hurdland, Missouri 239）
- ノックス・シティ（en:Knox City, Missouri 223）
- ニューアーク（en:Newark, Missouri 100）
- ノベルティ（en:Novelty, Missouri 119）
- プレヴナ（en:Plevna, Missouri）